# ロシア帝国国家資産省

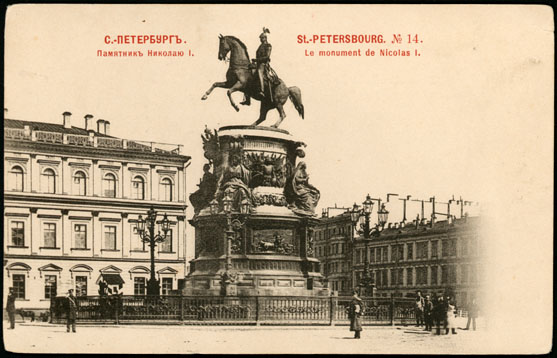
1900年代初頭の国家資産省庁舎（左の建物）

ロシア帝国国家資産省（ロシアていこくこっかしさんしょう、ロシア語: Министерство государственных имуществ Российской империи、略称:МГИ、ラテン文字転写の例：Ministerstvo gosudarstvennykh imushestv Rossiyskoy imperii、略称:MGI）、または、ロシア帝国国有財産省（ロシアていこくこくゆうざいさんしょう）は、ロシア帝国の官庁。ロシア帝国政府が保有した土地やその他の国有財産、特に農奴解放令以前の国有地、国有農場で働く国有地農民（農奴）を支配、管理した。

## 沿革・歴史
1802年にロシアでそれまで行政官庁として存在していた参議会制から省庁制が導入された際、国家資産、国有財産の監督権限は独立した一省には無く、これらの権限は内務省と大蔵省がそれぞれ担当していた。1811年から政府資産の管理は大蔵省国有財産局（部）と、1836年に設立された皇帝官房第五部とによって担当された。その後起きた全国的な凶作と農奴制の見直しに対応すべく、これらの件を担当する独立した一省庁の設置が検討された。また同時にこの省には、タヴリダ県の土地の再配分とジャガイモ栽培を中心とする農業の多角化に対処することも求められた。

### 創設と拡張
1837年12月26日、国家資産省が正式に発足した。1843年には森林局（林野局）が森林管理部隊と共に設置された。1845年農業局がはじめて設置され、1848年から1856年と1874年から1881年までは、政府が所有する馬の育成施設も管轄した。1857年クリミア・タタール人と複数のノガイ人のミルザ（ミールザー、またはモルザ、ノガイの支配者の称号）が、かつて先祖がエカテリーナ2世によって所領を勅許されたことを根拠に、所有地の拡大を請願した。この際、国家資産省はクリミア・タタール人やノガイ人の先祖が勅許を受けていたことを認定したが、勅許が長く放置されており無効であると結論付けた。結局危機に直面したノガイ人はオスマン帝国への移住を許可され、1859年から1860年の間に約3万5000人が移住することとなった。1873年から1905年まで、国家資産省には、山地局が大蔵省から移管された。さらに省内に科学委員会を設置して園芸、農業経済、農業試験に関する専門機関とした。

### 再編
1894年3月21日、国家資産省は、農務・国家資産省（農業・国家資産省）に改組された。1905年5月、国家資産省は組織・権能を見直され、土地利用・農業総局に再編された。1900年代初頭には大臣会議議長となったピョートル・ストルイピンのストルイピン改革が実施され、総局は農業改革を実施した。1915年10月には総局は農務・国家資産省に再度、改称した。

## 所管
国家資産省は、以下の分野を所管するとされた。
- ロシア帝国の政府資産すなわち、蔵入地、貢物、財務局の森林などの管理・統制
- 森林保全と森林育成の促進についての命令の実行に関する総合的監督
- 山林・山岳および塩水湖沼・河川に関する資産の管理
- ミネラルウォーター水源の保護およびカフカースの鉱水管理
- 手工芸品の管理
- 農奴等特定の集団の福祉を目的とした管理、組織化

1858年には、国家資産省管轄化の国有地農民は約1900万人を数えるに至った。そしてそれはロシア帝国の総人口の半数を占めるに至った。 
農務・国家資産省は、ロシア帝国における山林、山地資産に関する主要な監督官庁であった。特に同省山林局（山地局）は強力な権限を有していた。このほか山林行政に関する機関には山林（山地）評議会（ロシア語: Горный совет）があり、これは山林・山地に関する科学的委員会であり地方山林・山地を管轄していた。

## 大臣

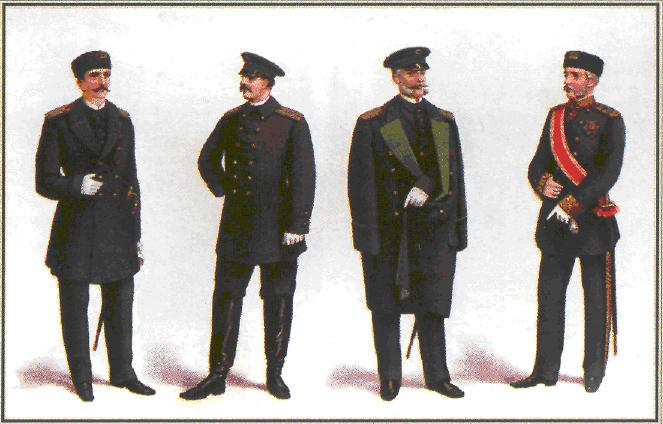
国家資産省官吏の制服

初代国家資産大臣はパーヴェル・キセリョフ伯爵である。キセリョフ伯は開明的な貴族、軍人として知られ、1828年、露土戦争でロシア軍が占領したワラキア、モルダビア（モルダヴィア）両地方の総督時代に国家組織法を制定し、積極的な施策を行い、帰国後は農奴解放計画を立案した人物でもあった。国家資産相として1837年から1856年まで在職した。この他、歴代の国家資産大臣として著名な人物としては、1872年から1879年までこの地位にあったピョートル・ヴァルーエフ（ワルーエフ）がいる。内務大臣を経て、国家資産大臣を務め、1879年から1881年まで大臣会議議長として閣僚の首座にあった。1837年から1917年まで計18名が大臣を務めた。 

### 歴代大臣
| 代   | 肖像 | 氏名                                               | 在任期間                       | 備考                                             |
| ---- | ---- | -------------------------------------------------- | ------------------------------ | ------------------------------------------------ |
| 1    |      | パーヴェル・キセリョフ                             | 1837年 - 1856年                |                                                  |
| 2    |      | ヴァシーリー・シェレメチェフ                       | 1856年 - 1857年                |                                                  |
| 3    |      | ミハイル・ムラヴィヨフ＝ヴィレンスキー             | 1857年 - 1862年                |                                                  |
| 4    |      | アレクサンドル・ゼレノイ                           | 1862年1月1日 - 1872年4月16日   |                                                  |
| 5    |      | ピョートル・ヴァルーエフ                           | 1872年 - 1879年                | 内相、後に大臣会議議長                           |
| 6    |      | アンドレイ・リーヴェン                             | 1879年12月25日 - 1881年3月25日 |                                                  |
| 7    |      | ニコライ・イグナチェフ                             | 1881年5月4日 - 1881年5月4日    | 後に内相                                         |
| 8    |      | ミハイル・オストロフスキー                         | 1881年3月25日 - 1893年1月1日   |                                                  |
| （） |      | ウラジーミル・ヴェシニャコフ                       | 1893年1月1日 - 1893年3月28日   | 大臣事務取扱                                     |
| 9    |      | アレクセイ・エルモーロフ                           | 1894年 - 1905年                | 農務・国家資産大臣                               |
| 10   |      | ピョートル・シュヴァニエバフ                       | 1905年5月31日 - 1905年10月26日 | 1905年の行政改革により土地利用・農業総局長に改編 |
| 11   |      | ニコライ・クトレル                                 | 1905年10月28日 - 1906年2月4日  | 土地利用・農業総局長                             |
| 12   |      | アレクサンドル・ニコルスキー                       | 1906年2月27日 - 1906年4月24日  | 土地利用・農業総局長                             |
| 13   |      | アレクサンドル・ステシンスキー                     | 1906年4月24日 - 1906年7月8日   | 土地利用・農業総局長                             |
| 14   |      | ボリス・ヴァシリチコフ                             | 1906年7月27日 - 1908年5月21日  | 土地利用・農業総局長                             |
| 15   |      | アレクサンドル・クリヴォシェイン                   | 1908年5月21日 - 1915年10月26日 | 土地利用・農業総局長                             |
| 16   |      | アレクサンドル・ナウモフ                           | 1915年11月10日 - 1916年7月21日 | 農業大臣                                         |
| 17   |      | アレクセイ・アレクサンドロヴィチ・ボーブリンスキー | 1915年11月10日 - 1916年7月21日 | 農業大臣                                         |
| 18   |      | アレクサンドル・リッチフ                           | 1916年11月14日 - 1917年2月28日 | 農業大臣                                         |

## 機構・組織
国家資産省には、一時的なものも含めて以下の機構・組織が置かれた。
- 国家資産省（国有財産省）
  - 農務・国家資産大臣
  - 農務・国家資産次官
  - 会議、評議会:
    - 大臣会議（大臣官房）
    - 農業会議
    - 山地会議（山岳会議、山林会議）

  - 科学委員会
    - 農業局（農業ビューロー）

  - 部局:
    - 森林局（森林部、1843年から）
      - 森林部隊
      - 特別森林委員会

    - 農業局（農業部、1843年から）
      - 農業統計部（農業統計課）
      - 土地学校部
      - 農業経済部
      - 低木委員会

    - 土地利用農村産業局（部、1866年から）
    - 山地部（山岳部、1873年から1905年まで）
      - 地理委員会
      - 山地産業会議
      - 山地特別委員会

  - 事務局
    - 公文書館
    - 法律顧問課

国家資産省の本省庁舎は、帝都サンクトペテルブルクの聖イサーク広場に面したボリシャヤ・モルスカヤ通り42番にあった。